# Saint-Georges-Armont
Saint-Georges-Armont ist eine französische Gemeinde mit 125 Einwohnern (Stand: 1. Januar 2022) im Département Doubs in der Region Bourgogne-Franche-Comté.

## Geographie
Saint-Georges-Armont liegt auf 419 m, etwa 22 Kilometer südwestlich der Stadt Montbéliard (Luftlinie). Das Dorf erstreckt sich an aussichtsreicher Lage am Nordabhang der Côte d’Armont, einem der äußersten nordwestlichen Höhenzüge des Juras, rund 140 m über der Talniederung des Doubs.
Die Fläche des 4,74 km² großen Gemeindegebiets umfasst einen Abschnitt des Doubstals. Die nördliche Grenze verläuft entlang dem Doubs, der hier mit mehreren Windungen durch eine ungefähr ein Kilometer breite flache Talniederung nach Westen fließt und von der Wasserstraße des Rhein-Rhône-Kanals begleitet wird. Vom Flusslauf erstreckt sich das Gemeindeareal südwärts über die Talaue und eine rund 100 m hohe Geländestufe auf die Terrasse von Saint-Georges-Armont. Diese wird im Süden vom bewaldeten Höhenzug der Côte d’Armont überragt, auf der mit 550 m die höchste Erhebung von Saint-Georges-Armont erreicht wird. Der Nordabhang dieses Höhenrückens wird durch verschiedene Erosionsrinnen untergliedert.
Nachbargemeinden von Saint-Georges-Armont sind Pompierre-sur-Doubs im Norden, Rang im Osten, Anteuil im Süden sowie Pays de Clerval mit Clerval im Westen.

## Geschichte
Im Mittelalter gehörte Saint-Georges zur Herrschaft Neuchâtel. Zusammen mit der Franche-Comté gelangte das Dorf mit dem Frieden von Nimwegen 1678 an Frankreich. Um eine Verwechslung mit anderen gleichnamigen Gemeinden zu vermeiden, wurde Saint-Georges im Jahr 1923 offiziell in Saint-Georges-Armont umbenannt.

## Bevölkerung
| Jahr                       | 1962 | 1968 | 1975 | 1982 | 1990 | 1999 | 2006 | 2014 | 2020 |
| Einwohner                  | 60   | 54   | 63   | 73   | 94   | 98   | 87   | 118  | 124  |
| Quellen: Cassini und INSEE |      |      |      |      |      |      |      |      |      |

Mit 125 Einwohnern (Stand 1. Januar 2022) gehört Saint-Georges-Armont zu den kleinsten Gemeinden des Départements Doubs. Nachdem die Einwohnerzahl in der ersten Hälfte des 20. Jahrhunderts deutlich abgenommen hatte (1886 wurden noch 162 Personen gezählt), wurde seit Beginn der 1970er Jahre wieder ein Bevölkerungswachstum verzeichnet. Seither hat sich die Einwohnerzahl fast verdoppelt.

## Sehenswürdigkeiten
Die Kirche Saint-Georges wurde 1734 im klassischen Stil errichtet.

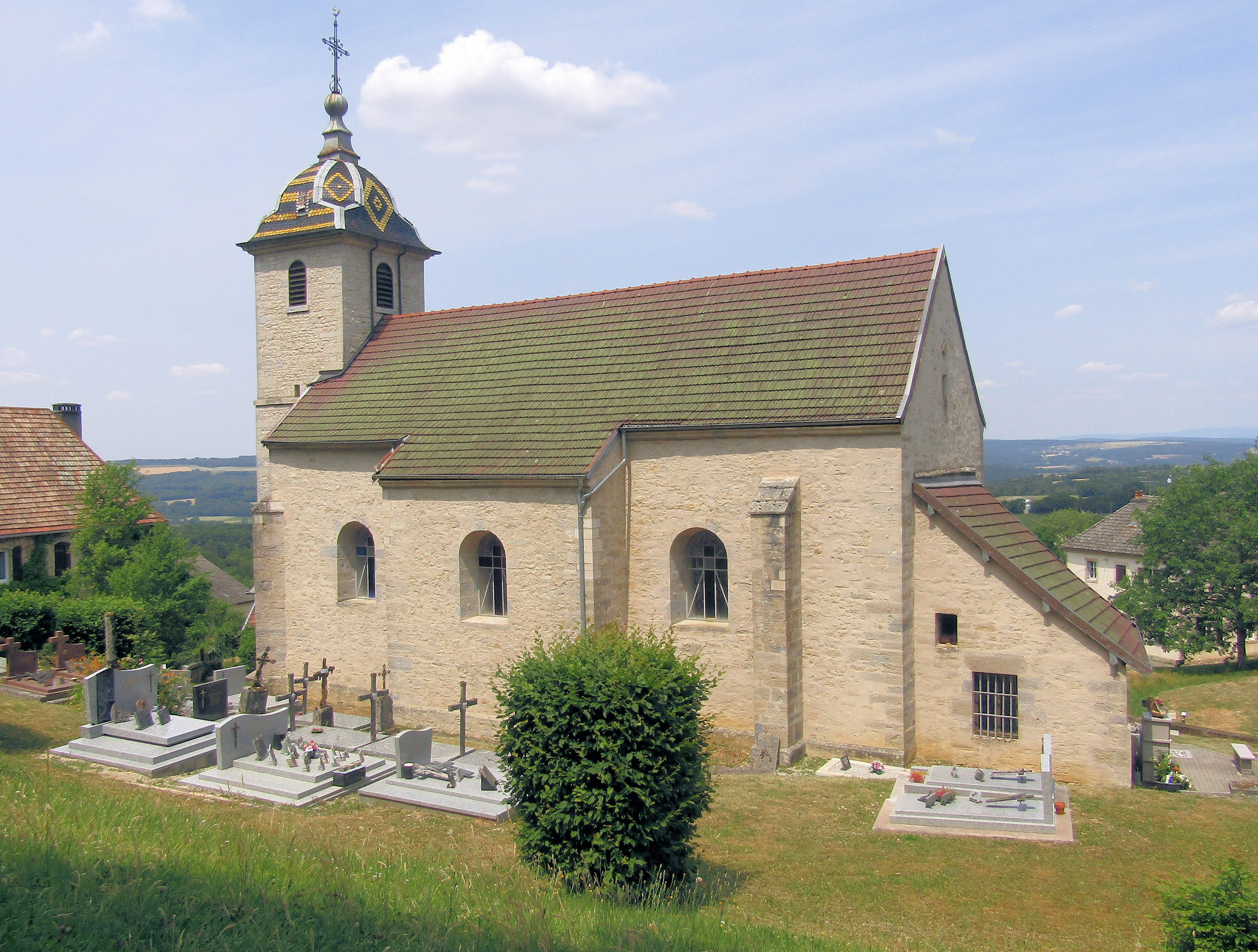
Kirche Saint-Georges
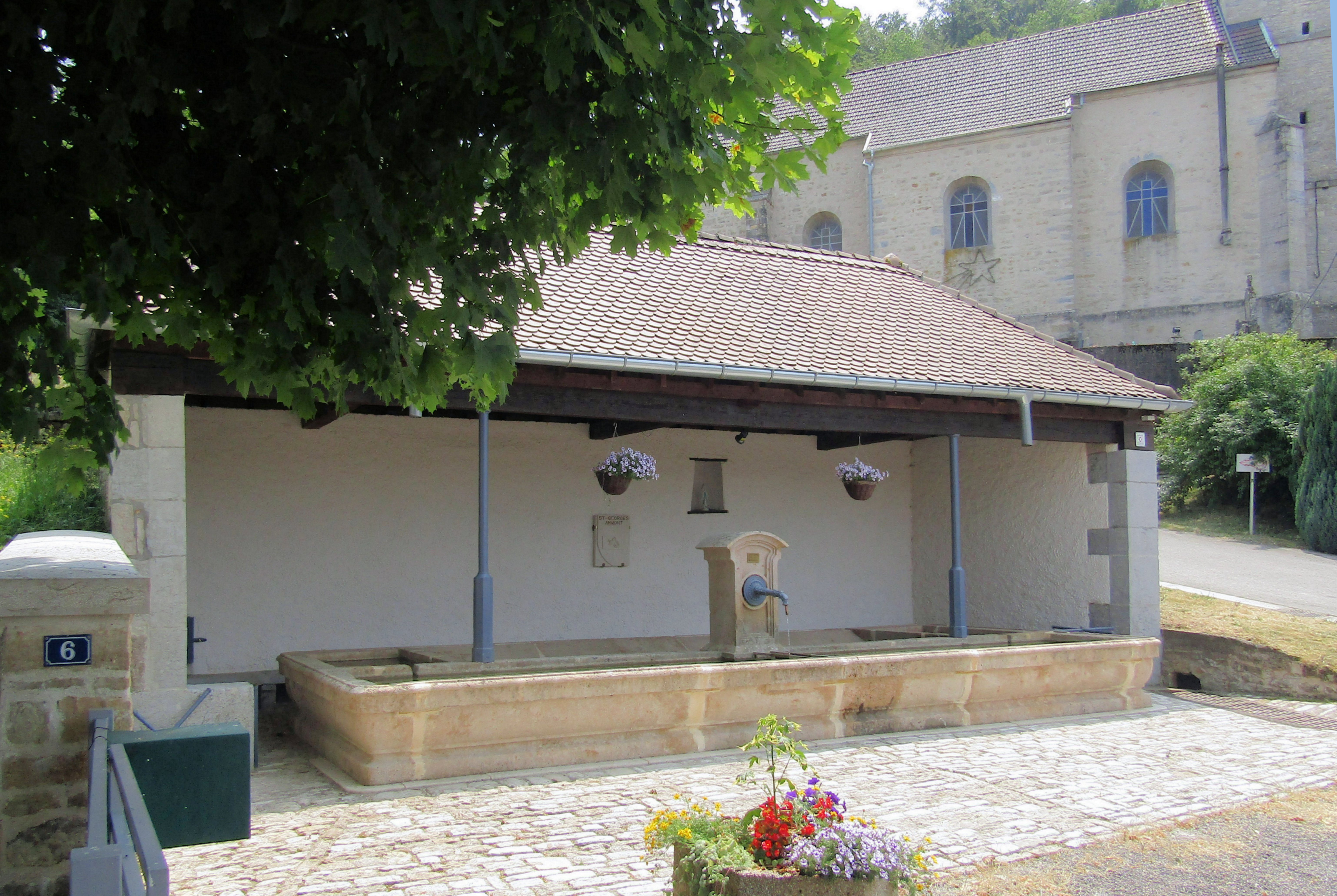
Ehemaliges öffentliches Waschhaus (Lavoir)

## Wirtschaft und Infrastruktur
Saint-Georges-Armont war bis weit ins 20. Jahrhundert hinein ein vorwiegend durch die Landwirtschaft (Ackerbau, Obstbau und Viehzucht) und die Forstwirtschaft geprägtes Dorf. Noch heute leben die Bewohner zur Hauptsache von der Tätigkeit im ersten Sektor. Außerhalb des primären Sektors gibt es nur wenige Arbeitsplätze im Dorf. Einige Erwerbstätige sind auch Wegpendler, die in den umliegenden größeren Ortschaften ihrer Arbeit nachgehen.
Die Ortschaft liegt abseits der größeren Durchgangsstraßen an einer Departementsstraße, die von Rang nach Anteuil führt. Der nächste Anschluss an die Autobahn A36, welche das Gemeindegebiet durchquert, befindet sich in einer Entfernung von ungefähr acht Kilometern. Eine weitere Straßenverbindung besteht mit Clerval.